# Bibaj
Bibaj (albanska: bibaj, serbiska: Biba är en by i Kosovo. Den ligger i kommunen Ferizaj. Enligt den senaste folkräkningen år 2011 fanns det 1 180 invånare i byn.

## Demografi
| Demografi | 2011 |
| --------- | ---- |
| albaner   | 1164 |
| okänt     | 16   |